# Beta-lattamici

1. Struttura base della penicillina.
2. Struttura base della cefalosporina.
In rosso l'anello β-lattamico.

I β-lattamici sono una classe di antibiotici che impediscono la sintesi della parete cellulare dei batteri, inibendo la transpeptidasi, un enzima responsabile della formazione dei legami crociati, che si formano per rafforzare la struttura del peptidoglicano, componente essenziale di tali pareti.

## Struttura
Il nucleo funzionale principale di questa classe di antibiotici è il β-lattame, ovvero un anello a 4 atomi che forma un'ammide ciclica (lattame). Questo anello può trovarsi come unico costituente della molecola nei monobattamici, oppure associato a un anello a 5 atomi (gruppo penam) o a 6 atomi monoinsaturo (cefem) in presenza o meno di un eteroatomo (carbapenemici, oxapenem, ecc.). Le due strutture principali usate nei farmaci sono l'acido 6-amminopenicillanico e 7-amminocefalosporanico a cui poi si aggiungono gruppi funzionali caratteristici.
In ambiente acido l'ossigeno della catena reagisce con il carbonio carbonilico del lattame, provocando l'apertura dell'anello e quindi la perdita di funzione: si utilizzano quindi gruppi attrattori di elettroni, che riducono la reattività dell'ossigeno del gruppo ammidico.

## Meccanismo d'azione
I β-lattamici impediscono, inserendosi nel sito attivo, l'azione della transpeptidasi, enzima che catalizza la formazione dei legami peptidici che rafforzano, come legami crociati, la struttura del peptidoglicano (detto anche mureina), molecola presente nella parete cellulare dei batteri (in particolare di quelle dei batteri Gram-positivi, mentre lo è in minima parte in quelle dei batteri Gram-negativi).
I batteri si difendono da questi antibiotici producendo le β-lattamasi, cioè enzimi che catalizzano l'idrolisi dell'anello lattamico. Ci sono due possibili soluzioni: la prima è inserire un gruppo ingombrante che impedisca l'azione delle β-lattamasi: questo però riduce l'azione dell'antibiotico in quanto l'ingombro ostacola l'inserimento nel sito attivo della transpeptidasi, che è il bersaglio principale dell'antibiotico. La seconda possibilità, che ha dato origine ad associazioni farmaceutiche di grande successo terapeutico e commerciale, è associare all'antibiotico l'acido clavulanico (o altri composti equivalenti, ma meno utilizzati). Tale composto ha una struttura chimica simile all'antibiotico, essendo dotato di un anello β-lattamico, ma è privo o quasi di attività terapeutica; in compenso, è più reattivo dell'antibiotico e più affine alle β-lattamasi, in virtù di alcuni accorgimenti chimici che aumentano la tensione d'anello. Il meccanismo d'azione è quindi suicida: l'acido clavulanico si lega alle β-lattamasi al posto dell'antibiotico. A differenza di quest'ultimo, però, il legame tra l'acido clavulanico (il cui anello è stato ormai degradato) e l'enzima è molto stabile, quasi irreversibile; l'enzima non è più in grado, quindi, di degradare altre molecole.
Oltre alle lattamasi, i batteri possiedono altri meccanismi di difesa: sovrapproduzione delle transpeptidasi, mutazioni delle transpeptidasi che le rendono resistenti agli antibiotici, trasferimento del gene per la β-lattamasi da un batterio all'altro (mediante plasmide), rendendo così anche il secondo batterio resistente all'antibiotico. L'insorgenza di resistenze genetiche non può essere realmente risolta; quando una popolazione batterica diventa resistente a un determinato antibiotico, l'unica soluzione è cambiare farmaco. Non è detto che sia necessario usare farmaci con diversi meccanismi d'azione: a volte, farmaci molto simili per struttura generale e meccanismo d'azione, ma con piccole differenze chimiche, possono avere risposte diverse da parte della stessa popolazione batterica. Quando invece la popolazione diventata resistente a un certo antibiotico e a tutti quelli correlati (chimicamente e/o per meccanismo d'azione) si parla di resistenza crociata (tipica, ad esempio, dei sulfamidici).

Meccanismo di inibizione della penicillina

## Classificazione
Gli antibiotici β-lattamici possono essere raggruppati in quattro categorie, a seconda di come l'anello lattamico si lega al resto della molecola e a seconda dell'origine della molecola:
- Penicilline (es. penicillina, amoxicillina, ampicillina, piperacillina, oxacillina...)
- Cefalosporine (es. cefepime, ceftriaxone, cefixima)
- Monobattami (es. aztreonam)
- Carbapenemi (es. meropenem)

Si possono considerare facenti parte del gruppo dei β-lattamici anche gli inibitori suicidi delle β-lattamasi: acido clavulanico, sulbactam, tazobactam, ecc.